# Gino Conforti
Gino Conforti (Chicago, 30 gennaio 1932) è un attore statunitense.
Di origini italiane e ispaniche, ha preso parte soprattutto a serie televisive.

## Filmografia parziale

### Cinema
- Uffa papà quanto rompi! (How Sweet It Is!), regia di Jerry Paris (1968)
- Riprendiamoci Forte Alamo! (Viva Max), regia di Jerry Paris (1969)
- L'uomo della Mancha (Man of La Mancha), regia di Arthur Hiller (1972)
- ...e tutto in biglietti di piccolo taglio (Fuzz), regia di Richard A. Colla (1972)
- Thumbelina - Pollicina (Thumbelina) (1994) - voce
- Monsters & Co. (2001) - voce
- Angeli e demoni (Angels & Demons), regia di Ron Howard (2009)

### Televisione
- Sui sentieri del West (The Outcasts) – serie TV, episodio 1x01 (1968)
- Operazione ladro (It Takes a Thief) – serie TV, episodio 2x02 (1968)
- Ai confini dell'Arizona (The High Chaparral) – serie TV, episodio 3x06 (1969)
- Colombo (Columbo) – serie TV, episodio 3x01 (1972)
- Happy Days – serie TV, episodi 6x22-6x23 (1979)
- Starsky & Hutch – serie TV, episodi 4x17-4x18 4x19 (1979)
- CHiPs – serie TV, episodio 4x09 (1981)
- Tre cuori in affitto (Three's Company) – serie TV, 6 episodi (1981-1982)
- Super Vicki – serie TV, episodi "Soldi, soldi, soldi" del 1986 (capo cameriere della Petit Maison) e "Lo sceicco" del 1988 (consigliere dello sceicco).

## Doppiatori italiani
Nelle versioni in italiano delle opere in cui ha recitato, Gino Conforti è stato doppiato da:
- Manlio De Angelis in L'uomo della Mancha
- Gastone Pescucci in Happy Days